# بيتر مولنبرغ
بيتر مولنبرغ (بالهولندية: Peter Müllenberg)‏ (مواليد 30 ديسمبر 1987) هو ملاكم هولندي، مثّل بلاده في الألعاب الأولمبية الصيفية 2016.

## روابط خارجية
بيتر مولنبرغ على موقع اللجنة الأولمبية الدولية (الإنجليزية)
- بيتر مولنبرغ على موقع أوليمبيديا (الإنجليزية)
- بيتر مولنبرغ على موقع تيم أن.أل (الهولندية)